# 貝維尤 (加利福尼亞州康特拉科斯塔縣)
貝維尤（英語：Bayview）是位於美國加利福尼亞州康特拉科斯塔縣的一個人口普查指定地區。

## 地理
貝維尤的座標為38°00′25″N 122°19′08″W / 38.00694°N 122.31889°W，而該地最高點為海拔高度11米（即36英尺）。

## 人口
根據2010年美國人口普查的數據，貝維尤的面積為1.00平方千米，當中陸地面積為0.79平方千米，而水域面積為0.21平方千米。當地共有人口1754人，而人口密度為每平方千米1,754人。